# Hamburger SK

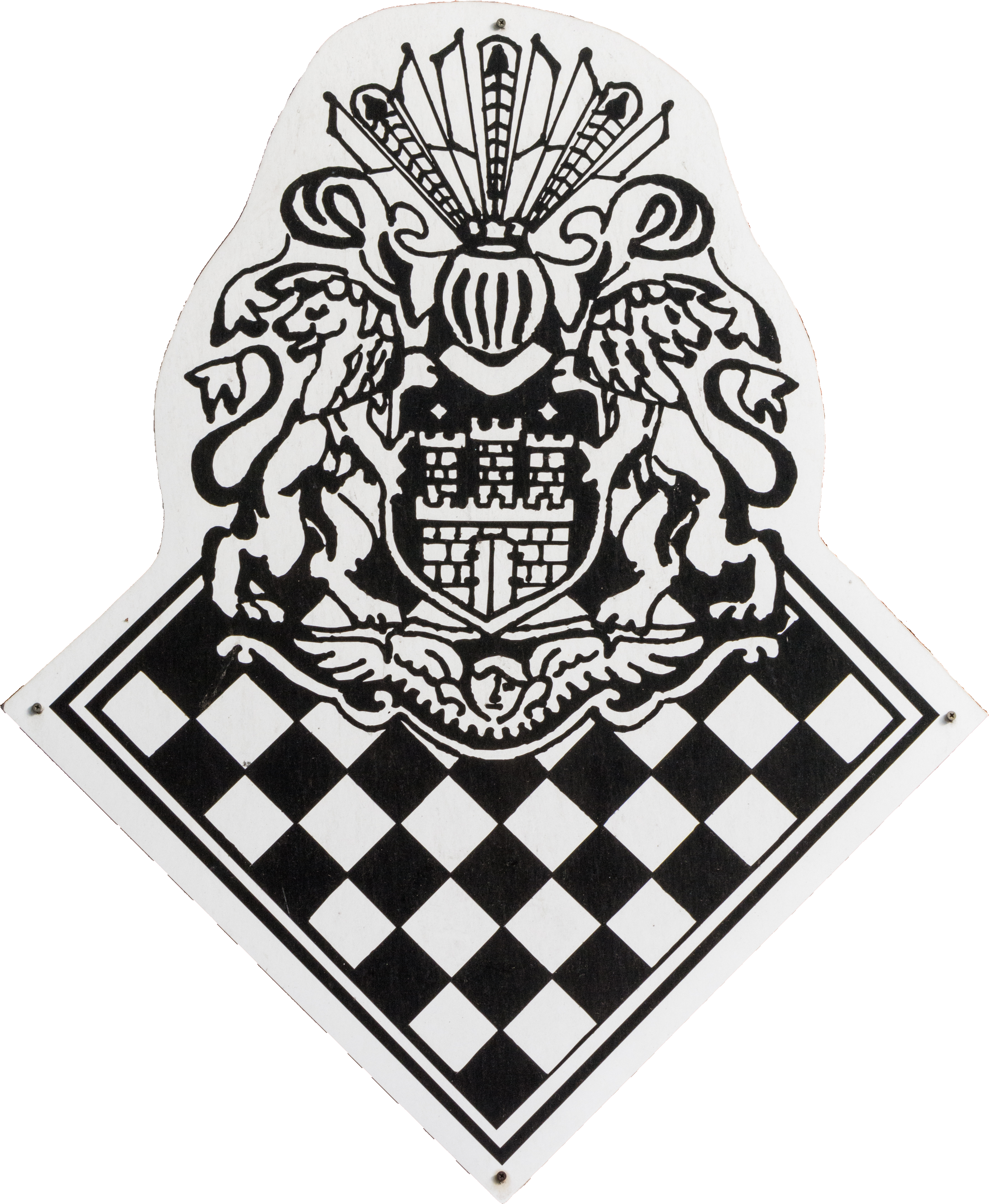
Herb klubu

Hamburger SK, pełna nazwa Hamburger Schachklub von 1830 e.V. – niemiecki klub szachowy z siedzibą w Hamburgu założony w 1830 roku, drugi najstarszy klub szachowy w Niemczech, dwukrotny mistrz Niemiec.

## Historia
Klub został założony 8 maja 1830 roku jako Hamburgische Gesellschaft vereinigter Schachfreunde przez dwunastu hamburskich entuzjastów szachowych, m.in. kupców, lekarzy i prawników. Aby zostać członkiem klubu, należało pozytywnie przejść weryfikację przez zarząd. Początkowo klub nie był popularny w okolicy, toteż w 1832 roku zmniejszono składkę członkowską, zredukowano liczbę spotkań i nawiązano kontakt z innymi towarzystwami szachowymi. W 1833 roku rozegrano dwie publiczne partie z Berliner Schachgesellschaft. Ponadto do stowarzyszenia próbowano pozyskać znane osobistości szachowe, w efekcie czego w 1841 roku członkiem honorowym klubu został Bernhard Horwitz. Te działania nie wpłynęły pozytywnie na liczbę członków. W 1851 roku klub zawiesił działalność.
W grudniu 1861 roku klub został wskrzeszony, a 7 stycznia 1862 roku otrzymał nazwę Hamburger Schach-Club. Liczył wówczas 42 członków. Ułatwiono możliwość zapisania się do klubu, obniżono po raz kolejny składkę członkowską, zrewidowano statut. W 1868 roku klub dołączył do Północnoniemieckiego Związku Szachowego. W 1880 roku Hamburger Schachklub obchodził 50-lecie istnienia, licząc wówczas 71 członków. W 1900 roku nowym członkiem klubu został Walter Robinow, osiem lat później wybrany na prezesa stowarzyszenia. Za jego prezesury utworzono sekcję kobiet, liczba członków klubu po raz pierwszy przekroczyła 100, a w 1930 roku z okazji stulecia istnienia klubu olimpiada szachowa została zorganizowana w Hamburgu.
Po dojściu Hitlera do władzy, mający żydowskie pochodzenie Robinow był zmuszony ustąpić ze stanowiska. Również w 1933 roku szeregi klubu opuściło dwóch działaczy: Rudolf Alexander i James Frankfurter. W 1934 roku prezesem został E. Friederich. Po początkowym kryzysie związanym z odejściem członków żydowskich, od 1935 roku liczba członków klubu ponownie wzrosła. W 1938 roku klub został wicemistrzem Niemiec. W 1942 roku szachista klubu Klaus Junge podzielił z Aleksandrem Alechinem pierwsze miejsce na turnieju arcymistrzowskim w Pradze. W 1943 roku wskutek bombardowań klub utracił bibliotekę.

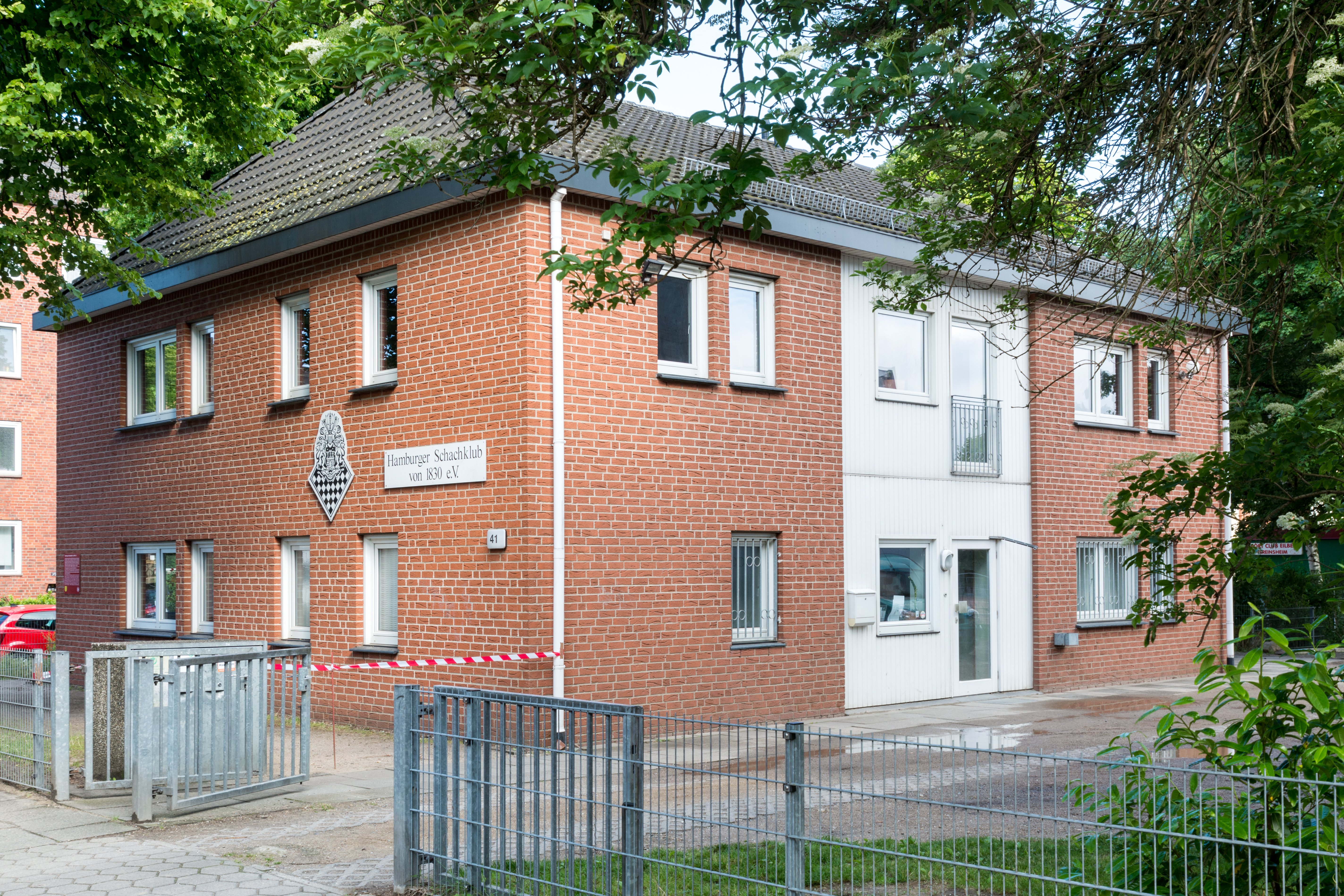
Siedziba klubu

Po zakończeniu II wojny światowej klub kontynuował działalność. Od 1950 roku klub rozpoczął ukierunkowanie się na pracę z młodzieżą i wzbudzenie w niej zainteresowania szachami. W latach 1956 i 1958 szachiści klubu zdobyli drużynowe mistrzostwo Niemiec. Zawodnikami klubu byli wówczas Bodo Rhodin, Heinrich Langecker, Wolfgang Schmidt, Christian Clemens, Victor Secula, Hugo Schneider, Claus Törber, Hans-Ernst Mittig, Walter Kruse, Carl Ahues i Gerhard Pfeiffer.
W 1980 roku Hamburger SK był współzałożycielem Bundesligi. Z powodu rosnących kosztów w tym samym roku zespół dokonał fuzji z Hamburger SV, która trwała do 1988 roku. W 1996 roku ukończono budowę HSK-Schachzentrum – centrum szachowego i nowej siedziby klubu. W latach 2006–2007 szachista klubu – Matthias Wahls – zdobył mistrzostwo Niemiec.

## Sukcesy
- Drużynowe mistrzostwo Niemiec – mistrz (1956, 1958)
- Bundesliga – wicemistrz (1988, 2007)